# ۳۶ خرس بزرگ
۳۶ خرس بزرگ یک ستاره است که در صورت فلکی خرس بزرگ قرار دارد.